# علا عطا الله
علا رباح عاشور عطا الله (1980-2023) صحافية فلسطينية استشهدت خلال العدوان الإسرائيلي على قطاع غزة في عملية طوفان الأقصى برفقة عائلتها بحي الدرج في غزة بتاريخ 9 ديسمبر 2023.

## حياتها
ولدت علا عطا الله في حي الدرج في مدينة غزة بتاريخ 31 أكتوبر 1980.
درست المرحلة الابتدائية في مدرسة الفلاح والمرحلة الإعدادية في مدرسة الرملة والمرحلة الثانوية في مدرسة الزهراء، حصلت على بكالوريوس الصحافة والإعلام من الجامعة الإسلامية في غزة عام 2002، بدرجة الامتياز. عملت مع عدة مؤسسات إعلامية خلال مسيرتها الصحافية الممتدة لأكثر من عشرين عامًا، من بينها مراسل موقع ائتلاف الخير بين الأعوام (2000-2005) وكذلك ومراسلة لشبكة إسلام أونلاين وصحيفة السبيل الأردنية بين العامين (2005-2011) وعملت مراسلة في وكالة الأناضول من غزة بين الأعوام (2011-2017)، وكذلك مع صحيفة هسبريس وموقع المراسل وشبكة مواطن. وثقت علا قبل استشهادها كل أحداث حرب الإبادة الإسرائيلية في قطاع غزة.

## استشهادها
استشهدت الصحافية علا عطالله مع ثمانية من أفراد عائلتها وكان بينهم ثلاثة أطفال، في يوم 9 ديسمبر 2023 في يوم السبت في قصف من الطائرات الحربية الإسرائيلية طاول منزلًا لأقاربهم لجأت إليه مع عائلتها في حي الدرج وقال ناشطون إنها استشهدت مع أخيها وزوجته وأطفالهم الثلاثة وابن خالها وابنة خالها.
كتبت في آخر منشور لها قبل استشهادها على منصة "إكس":
«كم على غزة أن تعدّ من ليالي الرعب والموت؟ كم عليها أن تعدّ من أيام الفقد والغياب والوجع؟ كم عليها أن تعدّ من ساعات الجوع والعطش والبرد، والمرض والنزوح والغربة؟ كم عليها أن تعدّ من راحلين وباكين ومكلومين كي تسقط لعنة الحساب وتختفي قسوة الأرقام»

## جوائز مستلمة
- جائزة أفضل تقرير مكتوب على مستوى الوطن العربي -2002
- جائزة "فضل شناعة" نظمتها وزارة الإعلام- 2009
- جائزة الإبداع الإعلامي عن الوزارة الثقافة في غزة- 2010
- أميرة الأدب عن فئة القصة الصحافية بعنوان "ليل غزة عاجز عن الحب"- 2012
- جائزة وزارة الإعلام عن أفضل إعلامية أثناء العدوان- 2014

## روابط خارجية
عمل أصدقاء الشهيدة موقعًا يخلد ذكرى الصحافية الشهيدة علا عطا الله لزيارة الموقع: الشهيدة علا عطا الله